# Welt am Draht
Welt am Draht (bra: O Mundo ao Telefone ou O Mundo por um Fio; prt: O Mundo no Arame) é uma série de televisão de ficção científica de 1973, estrelada por Klaus Löwitsch e dirigida por Rainer Werner Fassbinder. Foi filmada em 16 mm e exibida por meio de televisão na Alemanha. A série estreiou em 1973, como uma minissérie dividida em duas partes. Foi baseada no romance Simulacron-3 de Daniel F. Galouye, lançado em 1964. Uma adaptação da série, chamada World of Wires, foi apresentada como peça, dirigida por Jay Scheib, em 2012. O foco da série foco não está na ação, mas nos aspectos sofistas e filosóficos da mente humana, na ideia de simulação e no papel da pesquisa científica.

## Sinopse
Atualmente, o novo supercomputador da Cybernetics and Future Science (Institut für Kybernetik und Zukunftsforschung – IKZ) hospeda um programa de simulação que inclui um mundo artificial com mais de 9.000 "unidades de identidade" que vivem como seres humanos, sem saber que seu mundo é apenas uma simulação. O professor Vollmer, diretor técnico do programa, aparentemente está prestes a encontrar uma incrível descoberta secreta. Ele se torna cada vez mais agitado e antissocial antes de morrer em um acidente misterioso. Seu sucessor, Dr. Fred Stiller, conversa com Günther Lause, consultor de segurança do instituto, quando este desaparece sem deixar rasto, antes de passar o segredo de Vollmer para Stiller. Mais misterioso ainda é o fato de que nenhum dos outros funcionários da IKZ parecem ter memória de Lause.
.

## Música
A música folk "Westerwaldlied" e a canção de amor em alemão padrão "Lili Marleen" são exibidas em uma cena extensa na qual Fred Stiller busca descanso temporário em um cabaré. O instrumental "Albatross" de Fleetwood Mac toca durante os créditos de ambas as partes, bem como uma cena na Parte 2.

## Elenco
- Klaus Löwitsch como Fred Stiller
- Mascha Rabben como Eva Vollmer
- Karl-Heinz Vosgerau como Herbert Siskins
- Adrian Hoven como Professor Henry Vollmer
- Ivan Desny como Günther Lause
- Barbara Valentin como Gloria Fromm
- Günter Lamprecht como Fritz Walfang
- Margit Carstensen como Maya Schmidt-Gentner
- Wolfgang Schenck como Franz Hahn
- Joachim Hansen como Hans Edelkern
- Gottfried John como Einstein
- Rudolf Lenz como Hartmann
- Kurt Raab como Mark Holm
- Karl Scheydt como detetive Stuhlfauth
- Ernst Küsters como guarda-costas
- El Hedi ben Salem como guarda-costas
- Rainer Hauer como Inspetor Lehner
- Ulli Lommel como  Rupp
- Heinz Meier como Von Weinlaub
- Ingrid Caven como  Uschi
- Eddie Constantine como  homem no carro
- Rainer Langhans como  garçom na festa

## Relançamento
Uma versão completamente restaurada foi exibida no 60º Festival Internacional de Cinema de Berlim em 2010. Desde então, a série foi exibida no Festival Internacional de Cinema de Melbourne, no Museu de Arte Moderna de Nova York em Rochester, no Teatro Dryden em Nova Iorque, no Teatro Roxie em São Francisco, e no Museu de Arte do Condado de Los Angeles em 2010 e 2011.
A série foi lançada em Blu-ray e DVD em dois discos pela The Criterion Collection em 2012. Esse lançamento da Criterion é rodado em 24 quadros por segundo. Uma edição limitada blu-ray também foi lançada pela Second Sight em fevereiro de 2019, rodando na velocidade original, de 25 quadros por segundo.